# 色情書刊
色情書刊（中国大陆又称黄色出版物，台湾俗稱小本）是具有色情娛樂要素的書籍總稱，包括成人寫真集、色情小說、成人漫畫等。色情書刊起源很早，春宮圖可以追溯至漢朝。
日本為了申請2020年奧運主辦權，於2012年公布了「有害圖書」名單，其中有30種雜誌成為標靶，令日本出版業欣慰的是只有4家雜誌社因此消失。